# سیارک ۱۳۴۳۵
سیارک ۱۳۴۳۵ (به انگلیسی: 13435 Rohret، نامگذاری:1999VX67) سیزده هزار و چهارصد و سی و پنجمین سیارک کشف شده‌است که در ۴ نوامبر ۱۹۹۹ کشف شد.
قدر مطلق سیارک برابر ۱۳.۵ است.